# Теректи (Алакольський район)
Теректи́ (каз. Теректі) — село у складі Алакольського району Жетисуської області Казахстану. Адміністративний центр Теректинського сільського округу.
У радянські часи село мало назву Осиновка.
Населення — 1784 особи (2021; 2100 у 2009, 2382 у 1999, 2837 у 1989).